# آرتافرنه دوم

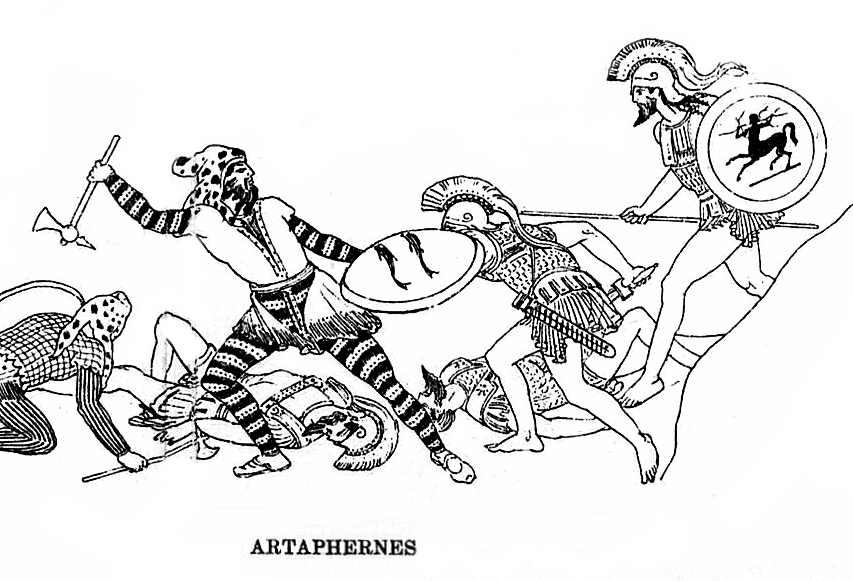
آرتافرنه در نبرد ماراتون با یونانیان مبارزه می کند، در ۴۹۰ پ.م.

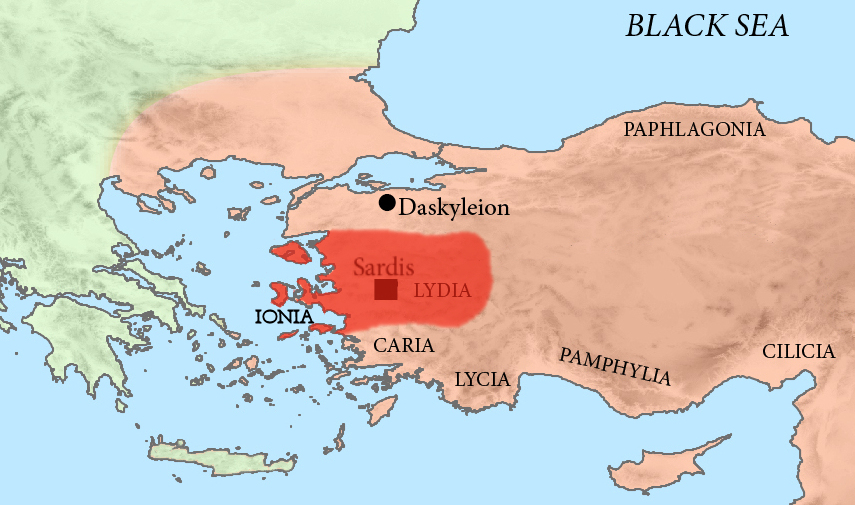
آرتافرنه ساتراپ لیدیه بود که سرزمین ایونیا را نیز شامل می شد.

آرتافرنه دوم (به یونانی: Ἀρταφέρνης)، فرزند آرتافرنه، برادر زاده داریوش یکم و یک فرمانده از شاهنشاهی هخامنشیان بود. او ساتراپ، لیدیه از ۴۹۲ پ.م تا ۴۸۰ پ.م بود. عموی او داریوش وی را به همراه داتیس در سال ۴۹۰ پ.م برای نبرد ماراتون در برابر یونان به فرماندهی ارتش ایران گماشت. او در این نبرد شکست خورد و همچنین داتیس نیز در این نبرد کشته شد.